# New Cherbourg Stories
New Cherbourg Stories est une œuvre de fiction qui met en scène une version imaginaire de la ville de Cherbourg-en-Cotentin. Il s'agit d'un univers de bande dessinée créé en 2017 par le dessinateur Romuald Reutimann et le scénariste Pierre Gabus, édité chez Casterman depuis 2020.
La particularité essentielle de New Cherbourg Stories repose sur la ville de New Cherbourg, dans laquelle se déroulent toutes les péripéties. Cette cité imaginaire se base sur la ville existante de Cherbourg-en-Cotentin, située en Normandie, en la revisitant à la manière d'une métropole américaine des années 1930.
Entre bande dessinée franco-belge et Comic strip, New Cherbourg Stories se présente comme une Uchronie Diesel Punk, qui mélange les genres du polar et du fantastique.

## Synopsis
Le Monstre de Querqueville:
Après la découverte d'un mystérieux monstre marin échoué sur la plage de Querqueville, un dossier top-secret est dérobé au service de contre-espionnage de New Cherbourg. Deux enquêteurs, les frères Côme et Pacôme Glacère, sont alors missionnés pour récupérer ce dossier. Avec l'aide inattendue d'une jeune athlète, Julienne, ils parviennent à le récupérer. On découvre alors que ce dossier fait état de l'existence des Grondins, des créatures sous-marines qui vivent secrètement au large de New Cherbourg, et avec qui la ville a passé un pacte d'amitié.

## Albums parus
Tome 1: Le Monstre de Querqueville (Paru le 4 mars 2020)
Tome 2: Le Silence des Grondins (Paru le 7 octobre 2020)
Tome 3: Hôtel Atlantico (Paru le 2 mars 2022)
Tome 4: Les danses de Saint-Elme (Paru le 10 mai 2023)
Tome 5: Secrets de famille (Paru le 17 avril 2024)

## Personnages

### Les frères Glacère
Côme et Pacôme Glacère sont deux frères jumeaux qui travaillent pour le service de contre-espionnage de New Cherbourg. Ils se voient confier des missions de la plus haute importance, qu'ils mènent plus ou moins à bien, compte tenu de leur grande maladresse. Ils possèdent un pouvoir particulier: la capacité de se changer en pierre en adoptant une certaine position. Cela leur permet de se protéger de certaines attaques, notamment des balles.

### Julienne
Fille du maître oiseleur du Roule Palace, Julienne est une athlète de haut niveau qui fait partie du groupe de nageuses à l'origine de la découverte du monstre marin sur la plage de Querqueville. Sa condition physique l'amène à se faire embaucher au service de contre-espionnage de New Cherbourg aux côtés des frères Glacère, après avoir aidé ces derniers à récupérer le dossier volé. Elle habite derrière le Roule Palace avec son père et son petit frère, Gus.

### Gus
Fils du maître oiseleur du Roule Palace et petit frère de Julienne, Gus a pour principale occupation le dressage de ses goélands. Au grand désespoir de son père qui préférerait le voir s'intéresser aux espèces rares qu'il ramène des quatre coins du monde pour la volière du Roule Palace.

### Jimmy
Petit crieur de rue qui distribue les journaux de New Cherbourg à la population, Jimmy est un ami de Gus qui l'accompagne parfois dans le dressage de ses goélands. Il est aussi le voisin de Madame Chaffrey, à qui il rend souvent visite, parfois accompagné de Gus. Considéré comme insouciant et enthousiaste, il rêve de participer un jour à la rédaction des journaux de New Cherbourg.

### Le commandant Criqueboeuf
Criqueboeuf est la première personne à avoir fait la connaissance du peuple Grondin lors d'une sortie en mer qui a mal tournée, alors qu'il servait dans la Marine nationale. Les Grondins ont porté secours à son équipage et, en signe de gratitude, le commandant a promis de garder leur existence cachée. Il travaille à présent lui aussi pour le service de contre-espionnage et il est amené à côtoyer à nouveau le peuple Grondin dans ce cadre.

### Le maître oiseleur du Roule Palace
Albert de son prénom, le maître oiseleur du Roule Palace est principalement connu en tant que père de Julienne et Gus. Il se soucie constamment de leur bien-être et s'inquiète tout particulièrement des nouvelles fonctions de Julienne au service de contre-espionnage. Il est aussi un ami de longue date du commandant Criqueboeuf qu'il a rencontré en Afrique il y a des années.

### Anton Lucas de Néhou
Anton Lucas de Néhou est un scientifique curieux et visionnaire collaborant avec le service de contre-espionnage. D'abord envoyé par ce dernier pour étudier le peuple Grondin, il apporte ensuite son expertise sur d'autres affaires liées au contre-espionnage. Il travaille également sur des projets indépendants de ce service, notamment sur la fabrication de lunettes pour améliorer la vue des baleines poilues. Ce personnage est librement inspiré de la figure historique de Louis Lucas de Néhou, ayant réellement existé.

### La directrice du contre-espionnage
La directrice du service de contre-espionnage de New Cherbourg missionne les frères Glacère sur différentes affaires liées à la ville, notamment sur la récupération du dossier volé dans le Tome 1. Elle fait aussi office d'intermédiaire avec le peuple Grondin. Son bureau, situé dans les locaux de la mairie de New Cherbourg, possède une cheminée qui donne sur un passage secret. Cette issue dont seulement cinq personnes connaissent l'existence, permet aux Grondins d'entrer en contact avec la directrice en toute discrétion.

### Les Grondins
Les Grondins sont un peuple de créatures sous-marines vivant au large de New Cherbourg et connues uniquement du service de contre-espionnage de la ville. Le secret de leur existence se retrouve menacé lorsqu'une des baleines poilues qu'ils ont l'habitude de chevaucher s'échoue sur la plage de Querqueville à la vue de tous.

### Madame Chaffrey
Camille Chaffrey est une veuve d'un certain âge qui apparaît dans le Tome 2. Elle possède une collection impressionnante d'objets uniques rapportés par son défunt mari lors de ses voyages. Elle accueille souvent son voisin Jimmy, ainsi que son ami Gus qui viennent prendre le thé chez elle, et elle leur montre parfois sa collection.

## Décor
L'ensemble des aventures se déroulent à New Cherbourg, à la fois sur terre et en mer, certaines scènes allant parfois jusqu'au Raz Blanchard.

## Publications
La publication de la bande dessinée a commencé en 2018. Le premier épisode intitulé "Coups de feu au Roule Palace" a d'abord été prépublié sous forme de feuilleton dans La Presse de la Manche, à raison de deux pages par jour. Ce type de publication typique du début du XXe siècle rappelle ainsi l'époque pendant laquelle se déroule l'histoire. "Coups de feu au Roule Palace" a ensuite été édité sous forme de Comic book distribué exclusivement dans le réseau de points de vente de La Presse de la Manche dans le Nord-Cotentin.
Le deuxième épisode intitulé "Dans le ventre du Lala Bama" a fait l'objet du même type de parution en 2019. Ces deux premiers épisodes ont ensuite été réunis en un seul et même album en mars 2020 - le premier de la série - par les éditions Casterman.
À partir de ce premier ouvrage, la bande dessinée n'est plus éditée en Comic book, mais directement sous forme d'album. Cependant, la prépublication dans La Presse de La Manche est maintenue.

## Autres médias et adaptations
Même si la bande dessinée est le média central, New Cherbourg Stories est un univers transmédia enrichit par d'autres supports.

### Réalité virtuelle
La ville de New Cherbourg fait l'objet d'un développement numérique par l'entreprise Le Rituel (dirigée par Anthony Picquenot), qui a notamment modélisé virtuellement le Roule Palace en trois dimensions. Le Rituel propose des séances d'immersion en réalité virtuelle au public.

### Imagerie
New Cherbourg Stories existe également à travers des illustrations éditées sous forme de tirages limités. Ces images, dessinées par Romuald Reutimann, sont des œuvres inédites non extraites de la bande dessinée. Elles peuvent servir ou non au développement des futures aventures, et mettent parfois en scène des personnages de la bande dessinée. Elles sont proposées à la vente par l'intermédiaire de l'entreprise Creart située à Cherbourg-en-Cotentin, ainsi que sur la boutique en ligne du site internet www.newcherbourgstories.com. Ces tirages font également l'objet d'expositions, la première étant "New Cherbourg Stories. L'Expo !" présentée au Musée Thomas Henry à Cherbourg-en-Cotentin entre le 2 novembre 2019 et le 29 mars 2020.

## Influences
New Cherbourg Stories comporte des éléments inspirés de Cité 14, la précédente série créée par Romuald Reutimann et Pierre Gabus, pour laquelle ils ont reçu le prix de la série au festival d'Angoulême en 2012.
Des similitudes sont également présentes avec Les Aventures de Tintin, principalement à travers les frères Glacères, souvent comparés à Dupond et Dupont. Cela tient à leur statut d'enquêteur et à leur ressemblance physique qui comporte tout de même un infime signe distinctif: l'un possède une fossette et l'autre pas.
New Cherbourg Stories est enfin fortement inspiré de la ville réelle de Cherbourg-en-Cotentin, dans son cadre comme dans les péripéties, qui reprennent parfois des anecdotes réelles liées à la ville.
Au niveau du dessin, New Cherbourg Stories appartient au genre de la Ligne claire, et comporte également des éléments graphiques propres au Comic strip.

## Critiques
New Cherbourg Stories a rencontré un succès critique important. Le Tome 1: Le Monstre de Querqueville a fait l'objet d'au moins 23 mentions écrites dans la presse nationale, la presse locale et les magazines spécialisés entre 2019 et 2020.
Les Cahiers de la BD parlent de "Ligne claire bien maitrisée" et reconnaissent un potentiel à l'univers : 
"Il serait temps que l'imaginaire ambitieux de Gabus et Reutimann soit reconnu à sa juste valeur." - Les Cahiers de la BD
DBD salue l'originalité de New Cherbourg Stories qui arrive à garder les codes traditionnels de la bande dessinée tout en la modernisant :
"Les auteurs rendent ainsi hommage au 9e art qu'ils aiment - celui de l'âge d'or de la BD franco-belge - tout en le tordant dans tous les sens, afin d'en livrer une vision radicalement moderne." - DBD
Télérama met l'accent sur la signature bien particulière du duo Gabus-Reutimann, découverte dans Cité 14 et que l'on retrouve à nouveau dans New Cherbourg Stories :
"Un timbre très particulier dont le tandem Gabus-Reutimann a le secret. Déjà remarqués et couronnés au festival d'Angoulême pour Cité 14, leur série précédente, ces habiles tisseurs d'histoires adorent superposer les trames, associer des fils de couleurs différentes, jouer sur les matières."
New Cherbourg Stories a également fait l'objet de critiques sur le web, notamment dans les magazines en ligne Causeur et Actuabd ou encore SensCritique. Ce dernier vient mitiger l'accueil de New Cherbourg Stories en donnant la note de 3/10 à Le Monstre de Querqueville. Qualifiant la bande dessinée de "Gloubiboulgouesque", le fil scénaristique de "bancal" et le dessin qui "peine à donner vie aux personnages", la critique recommande cependant l'exposition au Musée Thomas Henry.
New Cherbourg Stories a également été évoqué sur des stations de radio telles que France Info et France Bleu Cotentin, ainsi que dans des émissions de télévision sur France 2, France 3 Normandie et France Info.